# 脚
足，又称腳、跤，解剖学上指陸地脊椎動物腿的末端、支撑该生物的部分。大多数双足及许多四足动物的脚有以下结构：踝关节，脚跟，足弓，脚趾。脚是人和某些脊椎动物肢体的末端接触地面的部分，是人体的负重器官和运动器官。在许多有脚的生物中，脚是腿末端的独立器官，由一个或多个部分或骨骼组成，通常包含爪子和趾甲。
在解剖学上，足部的定义位置是位于踝部远侧，分为足背、足底和足趾。而足底（跖）涵盖了跖丘（ball of the foot，足趾和足弓之间）、足弓、足跟；足趾再细分趾根、趾身、趾端、趾甲等部位。但在口语中，人类的“脚”可能较广义，可包含足踝，甚至腿部。

## 构造
脚的构造分三个部分，即前、中、后脚部。这三个分布的构造及功能都不一样。

### 前脚部
前面分离出来的五个脚趾的总称是“趾”。拇趾由两节趾骨组成，趾骨头部的内外侧各有一个种子骨。其他四趾则由三节趾骨组成。此外拇趾的这五根趾骨在所有足骨中最富弹性，适合作握住的动作，相当于手指。人在步行时，利用前足部抓住地面，让身体前进。

### 中脚部
中脚部主要由第一至第五跖骨（细长度与脚趾相当的五根骨）组成，具有一定程度的伸缩性。各跖骨都由韧带与骨骼头部相结合，當承受体重時，足弓会有某种程度上的降低。跖骨是具有弹力的骨骼。

### 后脚部
后脚部由跗骨组成，足跟骨由根骨、距骨、舟骨、第一楔骨、第二楔骨、第三楔骨、骰骨等七块骨骼所形成，再加上强度很高的韧带连接构成。在人类直立时，在提供控制的安定感上非常重要，步行运动时先由足跟骨感觉地面的压力，其次再由脚的外侧部自趾骨头部向内侧移动，从第五趾骨头部向第一趾骨头部移动，由此脚开始往前踢，开始步行运动。

## 脚型
在人类进化中，脚型的产生是双足步行的功能性紧张的结果。研究证据表明，影响脚的形状和尺寸变化的原因有很多，可以归纳为生物学因素和环境因素。生物学因素主要包括：种族、性别、年龄等；环境因素包括：穿鞋习惯、地域和体重等。

### 生物学因素

#### 种族
人种差异可能是由于基因因素、生活习惯的影响所造成的。成人脚型存在种族差异。相同脚长条件下，以日本为代表的蒙古人种足宽大于法国人和澳大利亚人。相同足弓高度条件下，以日本为代表的东亚人脚长短于印度尼西亚人。儿童脚型也存在种族差异，德国儿童的脚细长，而巴西儿童的前足窄，后跟宽。德国儿童相对于南非儿童足弓较高。

#### 性别
男性脚长、后足长、脚宽、脚趾围、跗背围、踝间围、脚趾高度、足弓高度、踝关节高度等方面显著大于女性。按照脚长标准化后，中年男性在后足长，踝关节长度，脚趾围，踝间围，大脚趾高度，踝关节高度方面仍然显著大于女性。在同等脚长情况下，男性的脚更宽，脚趾围和跗背围更大，足弓高度更高；而女性拇外翻角度显著大于男性。对于儿童，在相同年龄条件下，男生脚长，脚宽，后跟宽，脚趾围，跗背围，跖趾关节高度，内侧足弓高，足背高均高于同龄女生。按照脚长标准化后，男生在脚宽，脚趾围和足背高方面仍然显著大于同龄女生，而女生脚趾长度仍显著大于男生。

#### 年龄
人的脚型不是一成不变的，而是随着年龄不断变化的。在人生的不同年龄阶段，足型表现出很多不同的具体特征。
婴儿时期，人的足平坦宽厚且非常柔软，随年龄增长，足逐渐骨化变硬，变长变宽，横弓更明显。儿童及青少年时期，人的足型不断发生变化，男生在 18 岁之前，足长、足宽和足高度逐渐增加；女生足长，足宽则在13岁之前逐渐增加，13岁时基本达到平台期，15岁时，足高度达到稳定状态。成年后，随着年龄的增长，脚型依然是可塑的。与年轻人相比，中年人的大脚趾高度，内侧足弓高度，踝关节高度显著较高；与中年人相比，老年人脚趾围显著增大，内侧足弓高度显著降低。

### 环境因素

#### 穿鞋习惯
穿鞋习惯可能影响脚型。同地区长期穿鞋者相比，习惯性裸足者五趾间距有显著性增大。长期穿鞋者脚长、脚宽、足弓高度指数均显著小于长期裸足者；但是长期穿鞋者足弓弹性显著优于长期裸足者。从足弓弹性角度来讲，习惯性穿鞋有利于儿童足弓的发育。也有研究认为，不合脚的鞋子会增加足部的压力，带来不适感，严重时会引起足部疾病。

#### 地域环境
地域环境会对成人脚型产生影响。对比台湾成人女性与日本成人女性脚型，台湾女性身高较高，体重较高，脚型更加宽大。日本女性足长、内侧足长和外侧足长均显著较短；后跟宽，跗背围，踝尖围均显著较小，拇外翻角度显著较大，足弓高度较高。

## 文化

### 服饰
鞋袜在发明之初用于保暖、保护双脚，但随着时间的推移，鞋袜更多的变为一种时尚。不合适的鞋袜会损伤脚部。藏族青少年幼时常穿不合脚的藏靴，导致锤状足比例较高。

### 宗教
部分伊斯兰教和佛教场所的礼仪要求参观者脱鞋进入。

### 恋足
恋足即对脚感兴趣，伴有强烈的性冲动，甚至能从中得到性满足。有男性通过凝视和亲吻脚部，无需摩擦生殖器就能达到性高潮。而有些人把脚作为唤起性的手段，还需要生殖器的摩擦来达到性高潮。恋足群体的嗜好对象不仅仅局限于脚，而是扩大到腿、鞋袜以及服饰搭配与影像等范畴，形成“恋丝”、“恋味”、“恋鞋”等多种嗜好。 

### 缠足
可怜自从缠了双足，每日只能坐在房中，不能动作。往往有能做的事情，为了足不能行，亦不能做了，真正像个死了半截的人。面黄肌瘦，筋骨缩小，终日枯坐，血脉不能流通，所以容易致成痨病；就不成痨病，也是四肢无力，一身骨节酸痛。——秋瑾，《精卫石》
由于中国历史上妇女地位低下，對男性來說，小腳具有性吸引力。缠足用结扎捆绑的办法对脚进行压迫，抑制生长，造成骨折、畸形。缠足不仅对女性带来身体上的影响，还对其性情、知识、胆量等造成不良影响。

## 结构与功能
| 名称或部位                     | 数量及时期 | 描述                                             |
| ------------------------------ | --- | ------------------------------------------------ |
| 双足形成                       | 胚胎期3-4周 | 已经胎动                                         |
| 趾分5趾                        | 胚胎期第5周 | 胎儿形成过程                                     |
| 出生后足                       | 左1、右1 | 肢体运动协调躯体                                 |
| 足趾                           | 左5、右5 | 抓地抓物及细小动作与作工                         |
| 双足移动学步                   | 出生后9-10个月 | 站立行走负荷体重                                 |
| 拇趾承受力                     | 5.4千克 | 反映站立时负重的作用力                           |
| 食趾承受力                     | 2.7千克 | 反映站立时负重的作用力                           |
| 双足骨骼                       | 共52块（全身骨骼的六分之一）                                                                                                 | 组成足部结构 、关节的钙质等物质的代谢等调节      |
| 双足关节                       | 共66个 | 局部各种活动 , 富有弹性等功能                    |
| 双足韧带                       | 共214条 | 使各关节易于联络活动 , 协调及缓冲压力            |
| 双足肌肉                       | 共38条（全身肌肉的43%） | 舒张及收缩之运动功能 , 具有冲击力                |
| 足弓                           | 纵弓高度：男性4.74厘米，女性3.13厘米                                                                                         | 富有弹性 , 缓冲重力 , 减轻震荡 , 保护关节        |
| 双足神经                       | 共有三条 : 腓深神经、腓浅神经及胫神经。又分若干小细微纤维                                                                    | 完成感觉、运动及反射功能                         |
| 双足动、静脉血管               | 共有50条大小血管及若干小细微毛细血管                                                                                         | 动脉输送营养物质 , 静脉回收废物由机体处理        |
| 足部穴位及脏器敏感区点 、 经络 | 穴位66个 ( 占全身的十分之一）敏感区点72个，经络6条                                                                           | 临床诊断及治疗的用途                             |
| 双足微血管及淋巴管             | 约占全身微血管及淋巴管的7%                                                                                                   | 与大循环之血管保持调节或平衡状态                 |
| 浅淋巴管管径                   | 0.1-0.2毫米 | 收集废物及进行免疫活动                           |
| 深淋巴管管径                   | 0.3-0.6毫米 | 收集废物及进行免疫活动                           |
| 皮肤吸收率                     | 1-2% | 14C标志氢化考的松                                |
| 足拓掌小汗腺                   | 每平方厘米约620个 | 排泄功能                                         |
| 汗液含乳酸量                   | 220-370mg% | 排泄功能                                         |
| 双足体表面积                   | 占全身面积的7% | 面积相对小                                       |
| 双足移动空间                   | 每跷为0.5秒，二跷为一步，一步等于1秒，60步/分钟                                                                              | 行走、跳跃及奔跑等活动                           |
| 足踢一次                       | 冲击力500千克 (等于全身肌肉收缩力的万分之一 )                                                                                | 局部及全身协调运动                               |
| 行走趾敲击地面                 | 60-100次/分钟 | 缓冲压力 , 抵消地心吸引力                        |
| 双足震动力                     | 162次/分钟 | 机体与地面的物理作用                             |
| 人一生中步行量                 | 42万公里（相当于绕地球10周）                                                                                                 | 空间移动                                         |
| 足部趾籽骨                     | 左右侧共92.6%，单侧为3.7% | 保护拓骨及关节活动功能                           |
| 足长宽度平均值                 | 长度（cm）: 男右23-27.5 男左23.0-27.2 女右20.5-24.6 女左20.0-20.2 宽度（cm ）: 男右8-10.4 男左8-10.4 女右7.2-9 1 女左7.4-9.3 | 与性别、职业、生活地区有关，又与制鞋、袜业有联系 |
| 足与躯体重心分布关系           | 至足跟部为4.9% 。至最长的趾尖部为55.1%                                                                                       | 负荷体重及负重物                                 |
| 血管内血流速度（均值）         | 女性12.5cm/秒 男性14cm/秒 | 补充和维持足部营养、产热                         |
| 足部动脉压                     | 高于上肢的三分之一 | 维持体循环                                       |
| 足部静脉压                     | 站立时比平卧位高出90mmHg | 维持体循环                                       |
| 足部皮肤温度                   | 趾尖部20-22摄氏度 足掌部28摄氏度                                                                                             | 局部产热散热调节代谢                             |

## 延伸阅读
[在维基数据编辑]
 《欽定古今圖書集成·明倫彙編·人事典·足部》，出自陈梦雷《古今圖書集成》

## 外部連結
- 解剖學(Anatomy)-骨頭-足部骨頭 （页面存档备份，存于）